# Gruuthusehandschrift

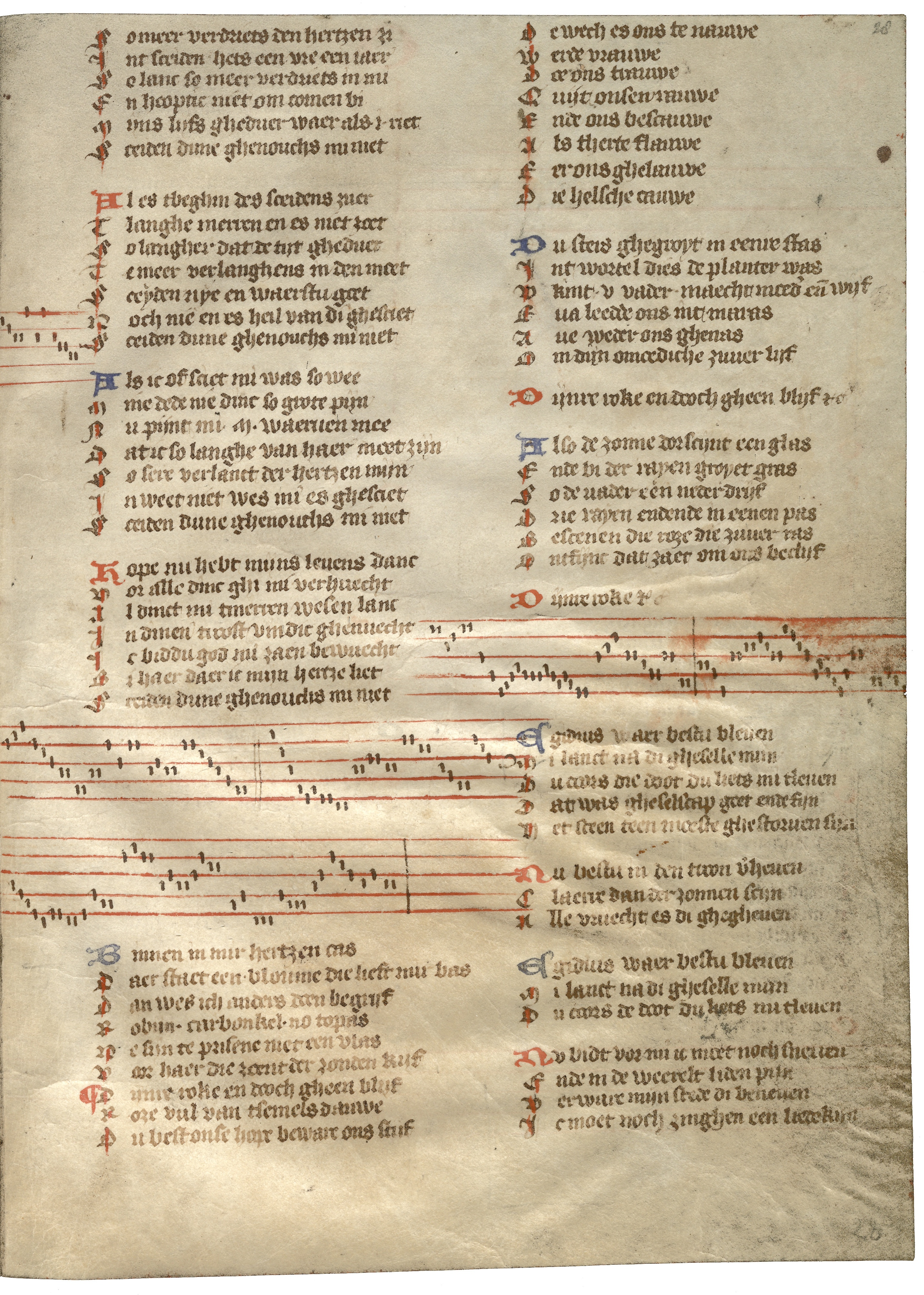
Fol. 28r van het Gruuthuuse-handschrift, met rechtsonder het lied 'Egidius waer bestu bleven'

Het Gruuthusehandschrift is een middeleeuws verzamelhandschrift, in Brugge samengesteld, waarvan de oudste kern dateert van omstreeks 1395, terwijl de jongste bijdragen stammen uit omstreeks 1408. Het maakte waarschijnlijk deel uit van de Bibliotheek van Lodewijk van Gruuthuse.
Het handschrift geldt als de enige bron voor een groot aantal Middelnederlandse teksten. Sinds 2007 wordt het bewaard in de Koninklijke Bibliotheek in Den Haag onder signatuur KW 79 K 10.
Tot de liederen in het manuscript behoren het beroemde 'Egidiuslied' en het Kerelslied.

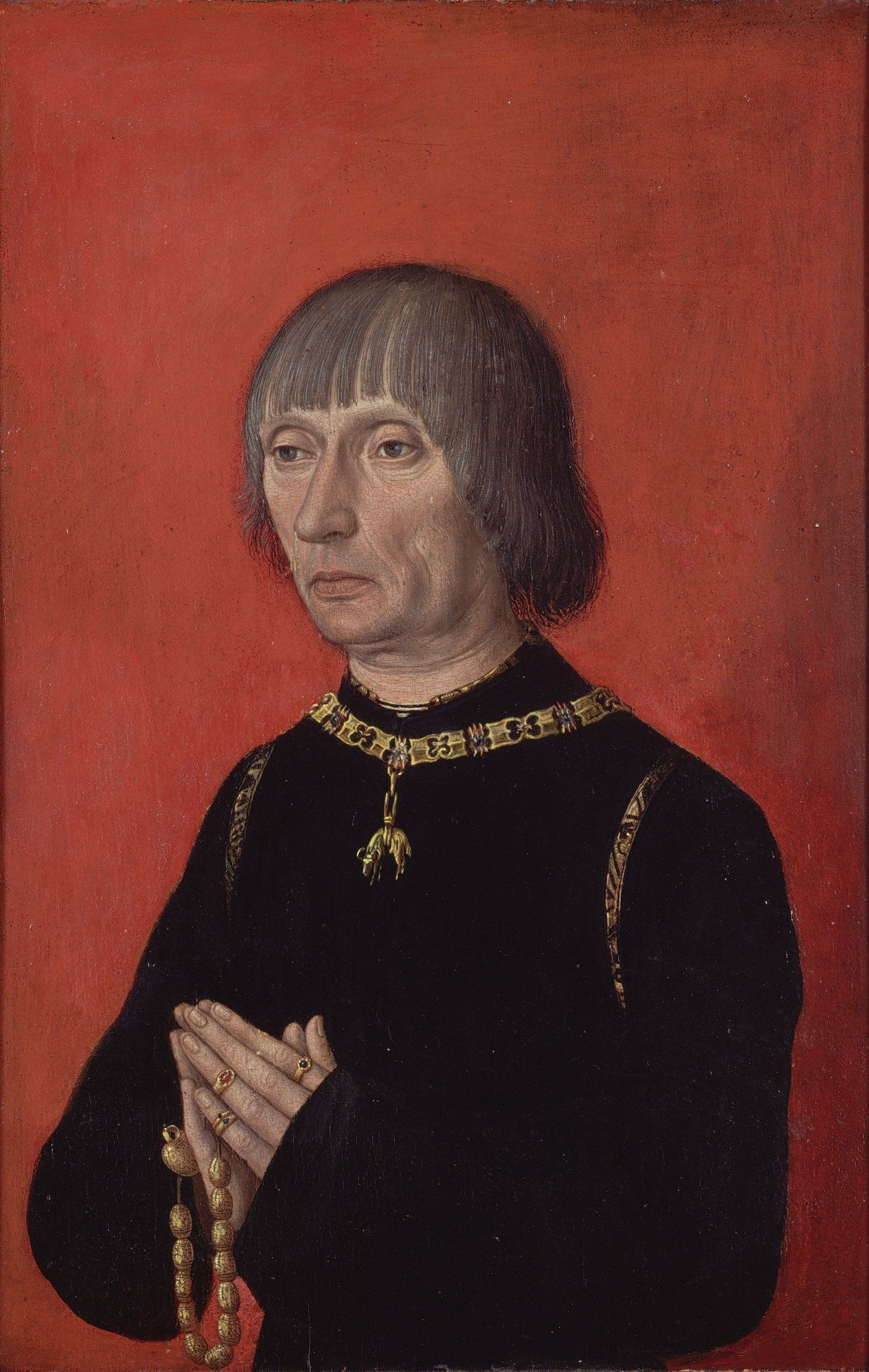
Lodewijk van Gruuthuse

## Naamgever
Het handschrift, dat na zijn ontdekking omstreeks 1840 lange tijd bekendstond als het handschrift der Oudvlaemsche liederen en gedichten, werd in de loop van de twintigste eeuw vernoemd naar zijn eerst mogelijke eigenaar Lodewijk van Gruuthuse (ca. 1422-1492), wiens wapen in de late vijftiende eeuw in de benedenmarge van de eerste beschreven bladzijde werd toegevoegd. De Brugse patriciër en diplomaat Lodewijk van Gruuthuse was een groot verzamelaar van manuscripten, al ging het hem daarbij vrijwel uitsluitend om eigentijdse verluchte handschriften en boeken. Het oudere Gruuthusehandschrift, dat in het Middelnederlands geschreven is en op een paar initialen na geen verluchting bevatte, moet in zijn collectie uitzonderlijk zijn geweest.
Men heeft erover gediscussieerd of de wapenschilden inderdaad van Lodewijk van Gruuthuse waren, maar de ontdekking van identiek uitgevoerde wapenschilden in vier andere handschriften (onder meer BnF ms. fr. 1001), waarin de wapens op dezelfde manier werden aangebracht, heeft hierover zekerheid verschaft en liet toe de toevoeging van het wapenschild aan het Gruuthusehandschrift te dateren op omstreeks 1474. Dit maakt het duidelijk dat er voor Lodewijk van Gruuthuse andere eigenaars zijn geweest. Wat er na het overlijden van Lodewijk met het handschrift is gebeurd is onbekend.

## Geschiedenis
Hoe het handschrift bij de familie De Croeser en Van Caloen is terechtgekomen is nog steeds onduidelijk.

### Eigendomslijn Van der Hooghe - van Caloen
Omstreeks 1840 werd het handschrift ontdekt door Jan Antoon De Jonghe bij de erfgenamen van baron Karel Aeneas de Croeser en men heeft alleen kunnen vaststellen dat een eigenaar uit de 18e of vroege 19e eeuw, door toevoeging van aantekeningen, gepoogd heeft te benadrukken dat de codex ooit in het bezit was geweest van Lodewijk van Gruuthuse en Margareta van Borsselen.
In het handschrift vindt men een lijst van de eigenaars van de laatste twee eeuwen in modern schrift. Het is van de hand van Jean van Caloen (1884-1972) die de (vermeende) afkomst van zijn familie van de Gruuthuses hiermee wilde bevestigen. Deze nota vermeldt dat het handschrift in de familie van Caloen terechtkwam door het huwelijk in 1779 van barones Marie-Constance van Borsselen van der Hooghe (1752-1824) met de achttien jaar oudere Jean-Adrien van Caloen (1734-1813). De Van der Hooghe's stamden af van een Middelburgse poorter Adriaan Jacobszoon die het kasteel Ter Hooghe had gekocht van Lodewijk van Gruuthuse en zich sedert 1485 'van der Hooghe' was gaan noemen, zich beroepend op een document van aartshertog Maximiliaan, waarvan nooit een spoor is teruggevonden. Jacob van der Hooghe (1622-1686) was de eerste die zich 'van Borssele van der Hooghe' ging noemen en het wapen van de familie van Borssele ging voeren. In het kader hiervan is het vrij twijfelachtig dat het handschrift via vererving langs Margareta van Borsselen, de echtgenote van Lodewijk van Gruuthuse, bij de familie Caloen terechtkwam.
Alleen over de eigenaars na 1850 is er zekerheid dat het de kasteelheren van Ten Berghe waren, Charles-Joseph en Charles-Marie de Croeser en vervolgens Paul van Caloen de Basseghem, Ernest I, Ernest II en François van Caloen.

### Eigendomslijn Despars - Van Marivoorde - de Croeser
De onbeantwoorde vragen betreffende een eigendomslijn van der Hooghen van Borssele en nadien van Caloen en de Croeser, hebben er toe geleid dat ook een andere filiatie werd voorgesteld.
Na Lodewijk van Gruuthuse zou het handschrift in het bezit zijn gekomen van burgemeester Jacob Despars (1445-1500), of van burgemeester Wouter Despars (1455-1515) en/of van zijn kleinzoon, de historicus en burgemeester Nicolaas Despars (1522-1597). Ze waren alle drie eigenaars van de heerlijkheid en het zomerverblijf Ten Berghe, ten Noorden van Brugge. Het is bekend dat ze historische belangstelling hadden en documenten verzamelden. De laatste naamdraagster Despars trouwde met een lid van de familie de Marivoorde, die de erfenis in deze familie doorgaf, waarna het, toen ook deze familie uitdoofde, terecht kwam bij de familie de Croeser. Als het Gruuthusehandschrift aan de Despars toebehoorde, zou het langs deze filiatie bij de De Croesers en uiteindelijk bij de Van Caloens zijn terecht gekomen.

### Mogelijke aankoop door de Croeser
Er is nog een andere mogelijkheid, tegengesteld aan de beide voorgaande. Over het handschrift is immers geen enkele verwijzing bekend naar een eigenaar over de hele periode van de vijftiende tot het begin van de negentiende eeuw. Anderzijds staat het jaartal 1818 in het handschrift naast de naam de Croeser vermeld.
Het zou mogelijk zijn dat het handschrift vanaf de vijftiende eeuw in een of andere verzameling werd bewaard. Het kon een privéverzameling zijn, of een kloosterbibliotheek, of de koffer van een rederijkerskamer of van een ambacht. Na de Franse Revolutie zou het in het circuit van de openbare veilingen zijn terechtgekomen en in 1818 door burgemeester de Croeser of door zijn zoon Charles-Joseph zijn aangekocht. Vader en zoon kochten immers heel wat oude handschriften op, zoals bijvoorbeeld de zes volumes van het handschrift de Hooghe.

### Aankoop in 2007
Op 14 februari 2007 werd bekend dat de Koninklijke Bibliotheek in het Nederlandse Den Haag het handschrift had aangekocht.
Voorheen bewaard in privébezit in Koolkerke bij Brugge, op het kasteel Ten Berghe, als deel van de collectie van de familie Van Caloen, kwam het handschrift in openbaar bezit. De teksten werden zowel in een wetenschappelijke publicatie als digitaal ter beschikking gesteld. Het is nu een van de topstukken van de Koninklijke Bibliotheek in Den Haag, die het permanent tentoonstelt op de webstek De Verdieping van Nederland.

## Inhoud
Het handschrift bevat gebeden (7), liederen (147) en gedichten (18). Deze driedeling in gebeden, liederen gedichten was vanaf het begin de opzet. De originele opzet was te openen met de lange allegorie "De minneburcht" (III.1) gevolgd door twee gebeden, een tot Maria (I.5) en een meditatie over de passie (I.6), waarop het liedboek zou volgen. Latere toevoegingen beslisten hier anders over. Het toevoegen van nieuwe teksten leidde ertoe dat men de codex ging onderverdelen in drie secties: gebeden, liederen en gedichten. De indeling is niet altijd zeer strikt, gebeden worden soms als gedicht behandeld (een vertaling uit het Latijn van het "Obsecro te" III.12) en liederen lijken soms sterk op gebeden.
De inhoudslijst kan men terugvinden op de website van de Koninklijke Bibliotheek. De nummers van teksten (III.1, I.4 etc.) verwijzen naar deze lijst.

### Indruk van het handschrift

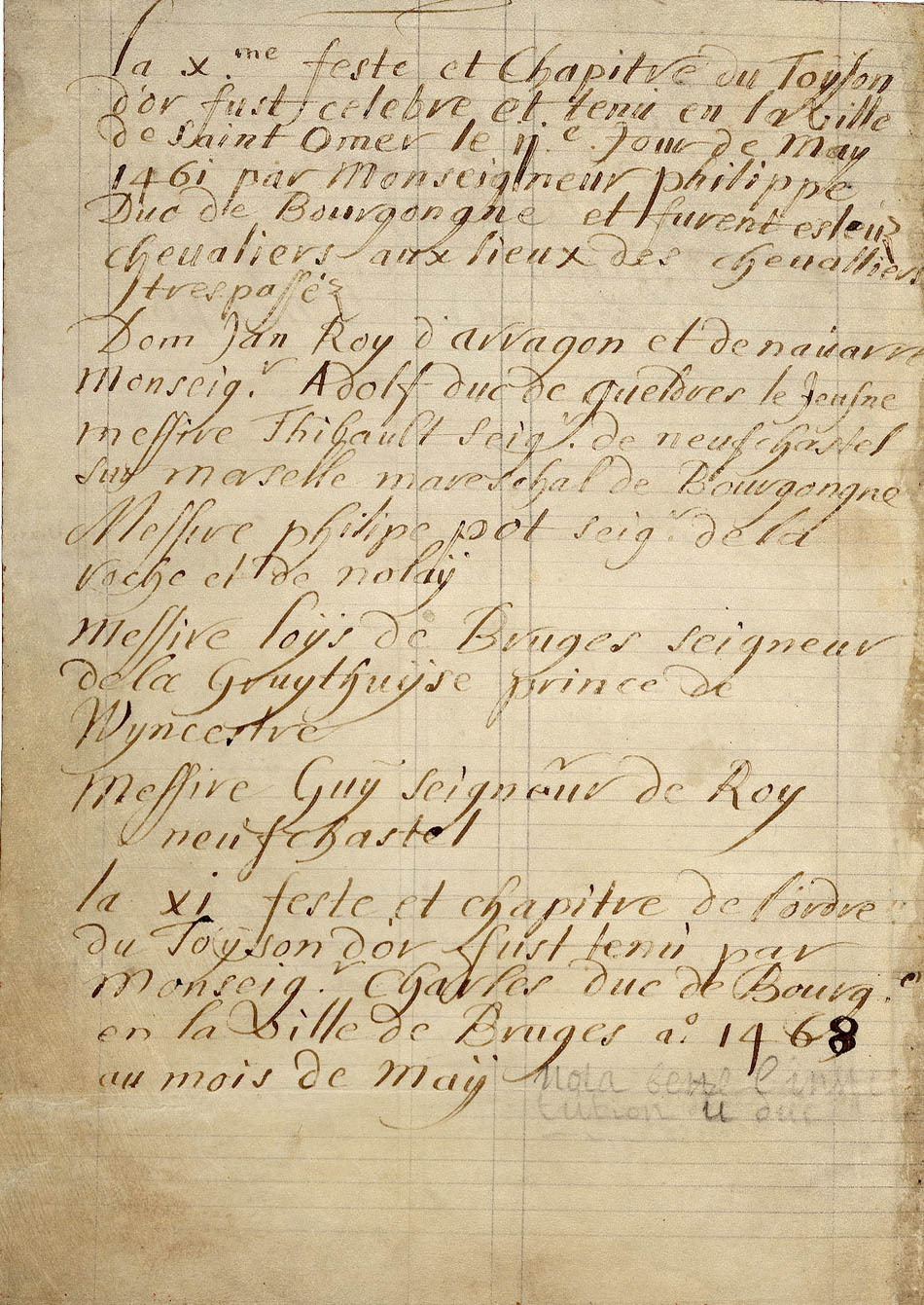
f. 01v
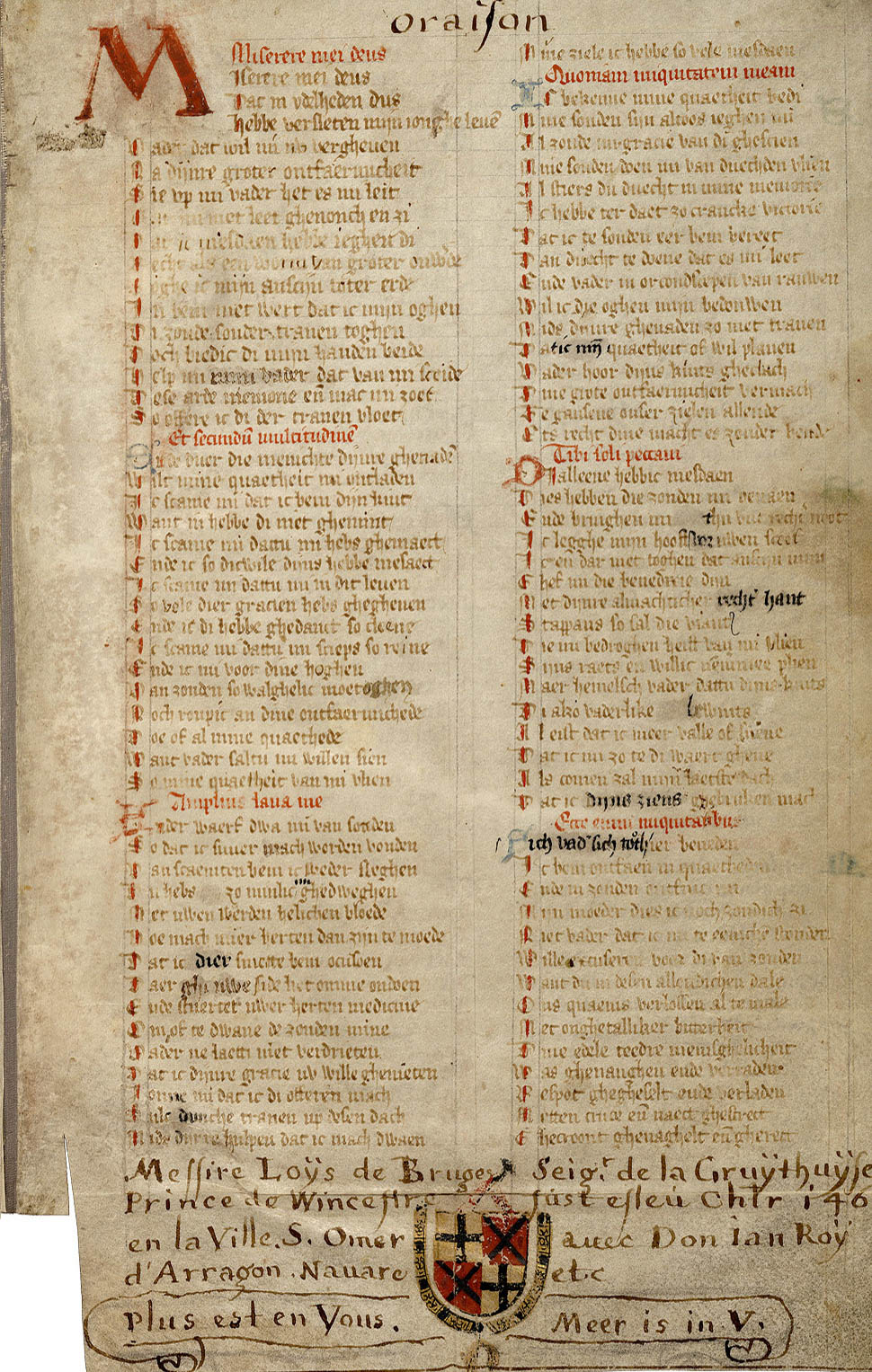
f. 02r
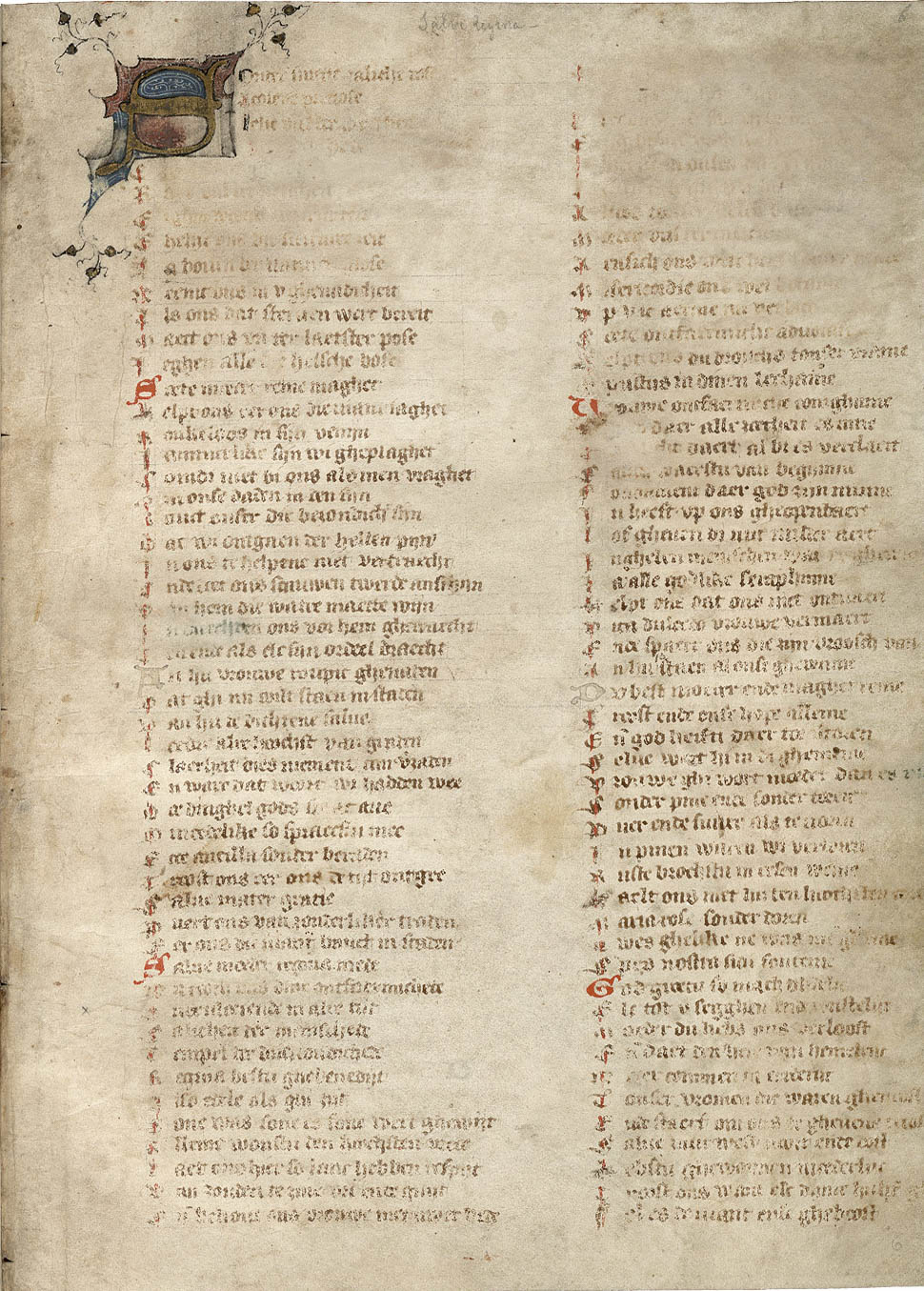
f. 06r
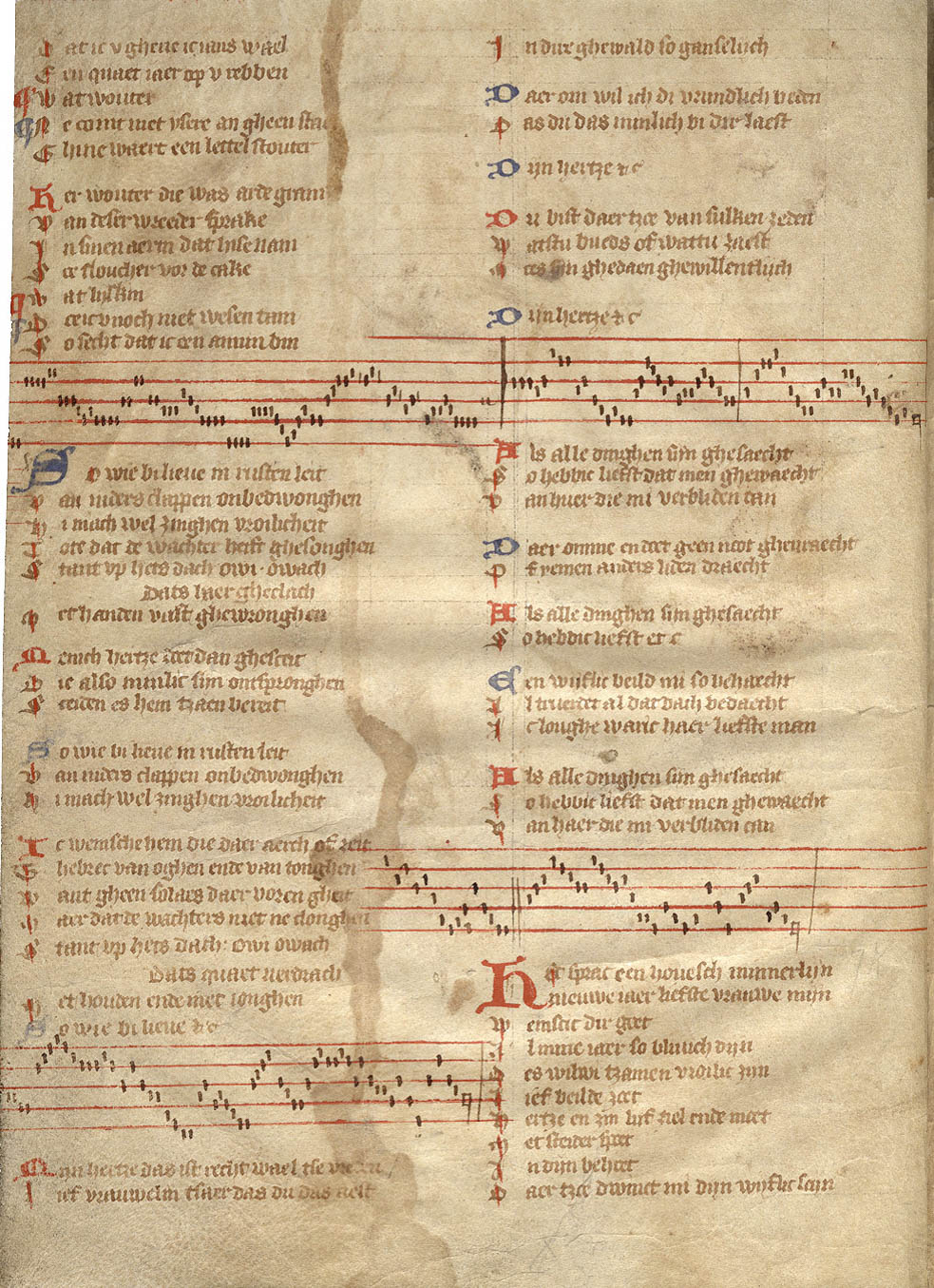
f. 23v
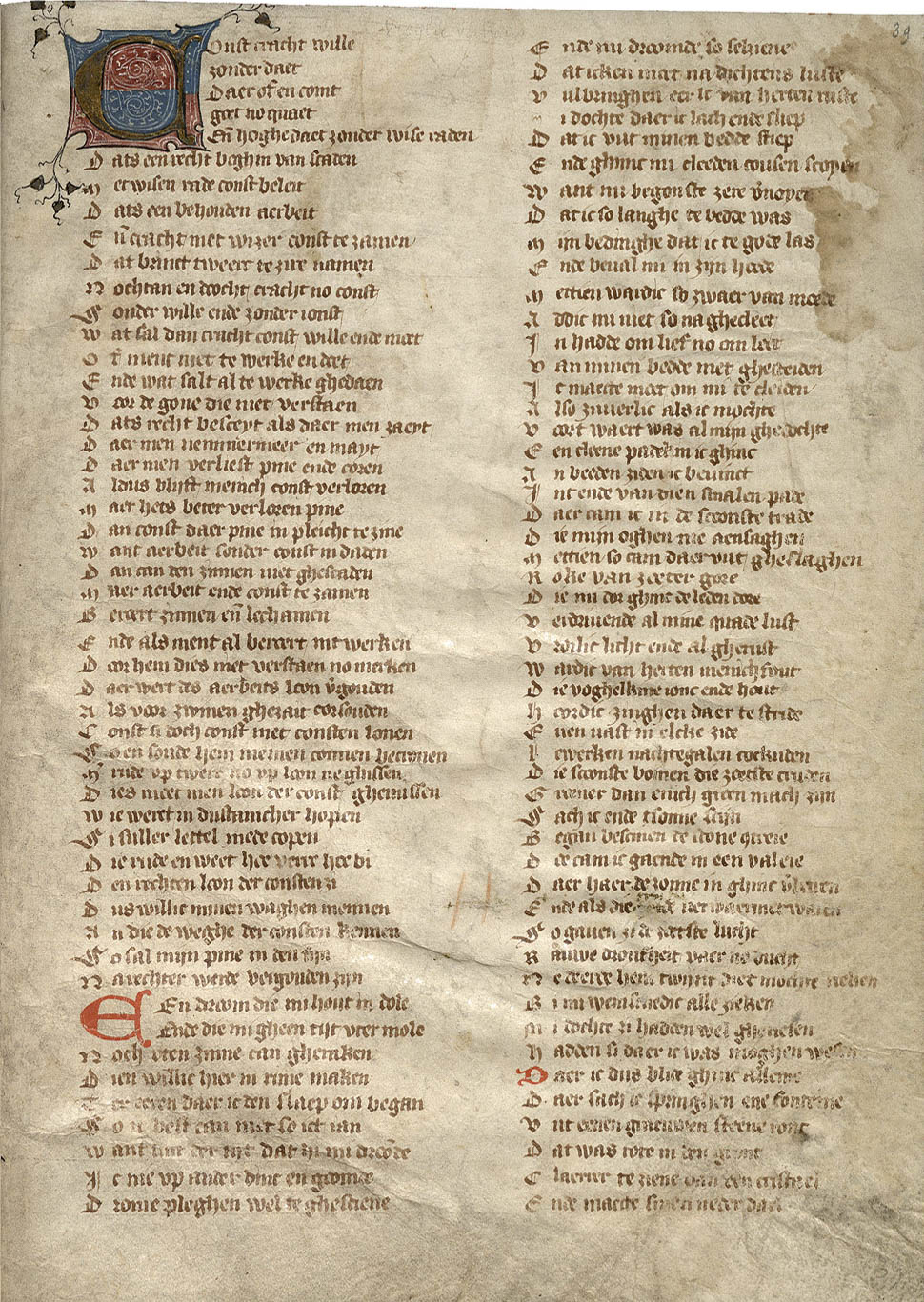
f. 39r
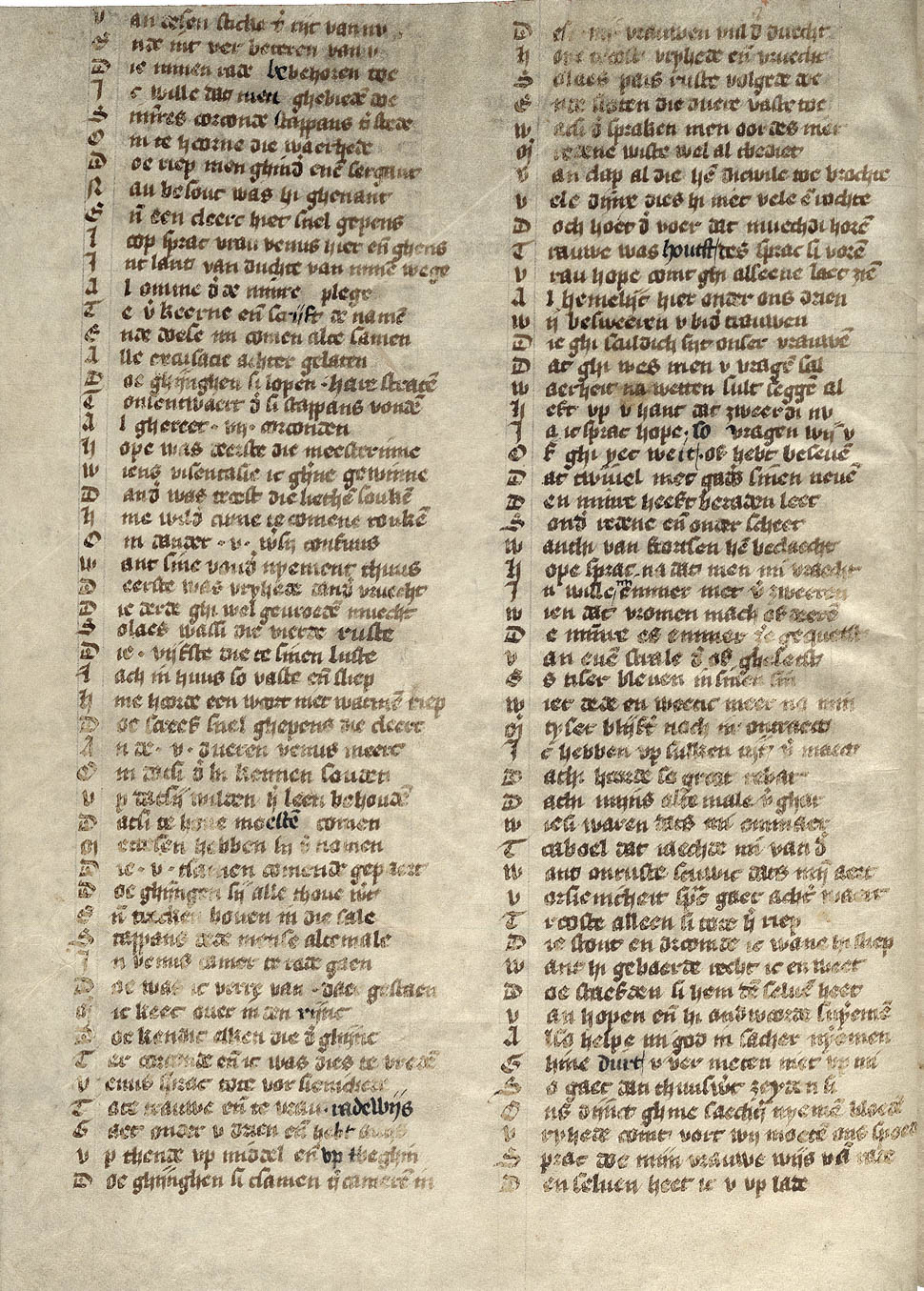
f. 66v
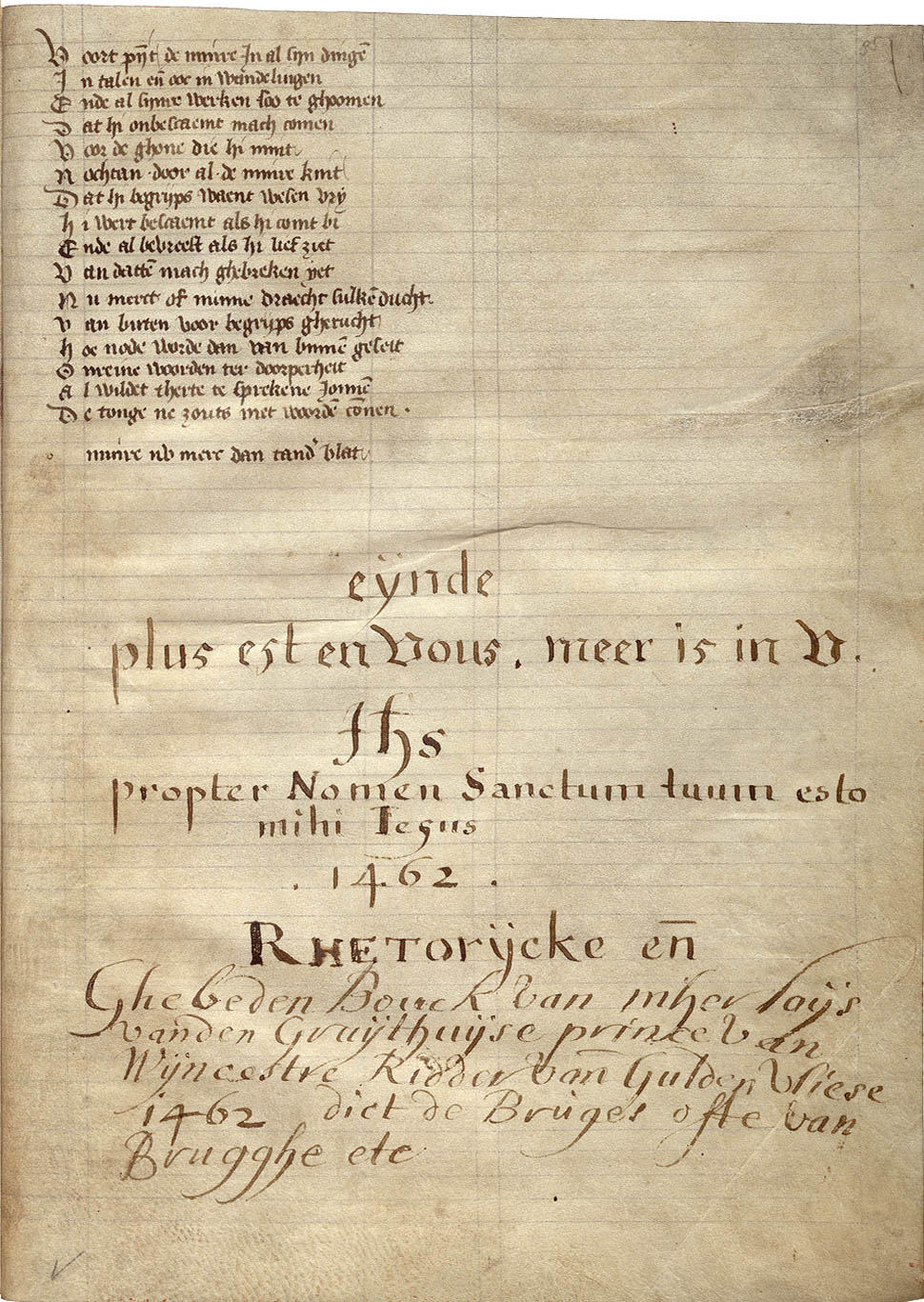
f. 85r
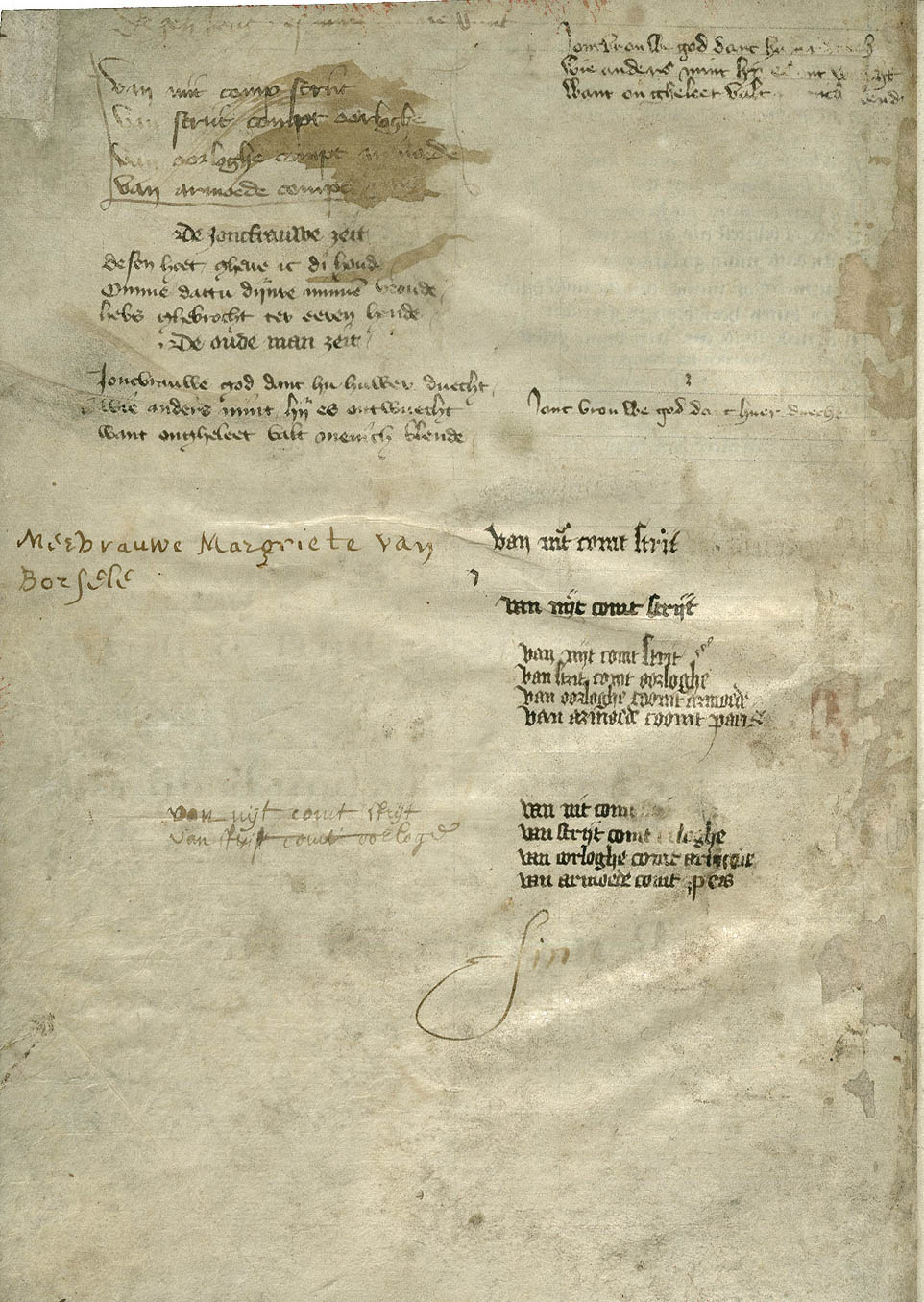
f. 85v

### Gebeden
Het handschrift bevat zeven gebeden, sterk verschillend van aard. Bij het ene is het literaire aspect vrij belangrijk, bij andere komt het retorische sterk op de voorgrond terwijl sommige verhalend zijn. Het handschrift bevat ook een uniek pelgrimsgebed, voor de pelgrimages naar Onze Lieve Vrouwe van Hulsterloo, dat volledig gepersonaliseerd werd en de namen bevat van degen waarvoor het werd opgesteld (I.4). Op dit laatste na zijn alle gebeden in het handschrift ook gekend van andere Brugse gebedenboeken. In het gebed I.5 maakt de auteur Jan van Hulst zich bekend met een acrostichon.

### Liederen
Deze sectie met 147 liederen maakt het grootste deel uit van de inhoud van de codex. Twee derde van de liederen zijn ballades of rondelen, de overige zijn veel diverser van vorm en worden aangeduid met het begrip chanson. De schrijvers van de liederen hebben veel geëxperimenteerd met de basisvormen en zelfs basisvormen gekruist, zodat het soms moeilijk vast te stellen is of het lied in kwestie een ballade of een rondeel is (II.108, II.116, II.117 en II.118). De minneallegorieën III.1 en III.2 bevatten respectievelijk acht en twee liederen. In III.1 zijn ze voorzien van muzieknotatie, in III.2 niet.
Geen enkel van de liederen in het handschrift is elders teruggevonden. Sommige liederen, de met een acrostichon benoemde liefdesliederen en het Egidiuslied, werden waarschijnlijk alleen gebruikt binnen de groep waar ze ontstonden, van andere kan men uit de gebruikssporen in het handschrift afleiden dat ze op een ruimere belangstelling konden rekenen.

### Gedichten
De codex bevat een aantal allegorische minnedichten (III.1, III.2, III.6, III.7 en III.13) in de trant van de Roman de la rose, die geïnspireerd lijken door het werk van Guillaume de Lorris, maar eigenlijk veel dichter aanleunen bij het laatveertiende-eeuwse werk van Guillaume de Machaut en Jean Froissart. Daarnaast zijn er zeer verschillende genres van dichtwerken, zoals de berijmde bewerking van een preek (III.8), uniek in de Middelnederlandse literatuur, de beschrijving van een schilderij of wandtapijt (III.9), didactische gedichten, gebeden (III.10, III.12) en een nieuwjaarsgedicht. De gedichten III.17 en III.18 zijn latere toevoegingen.

## Thematiek
Het bijzonderste thema van het handschrift is ongetwijfeld de liefde in alle mogelijke vormen: als hoofse liefde, als lust, naastenliefde, liefde tot de eigen stad en vrienden en zeer prominent de liefde voor Maria en God. De teksten onderscheiden zich van de feodale troubadours-minnelyriek door de gelijkwaardigheid van de partners die zeer dikwijls benadrukt wordt. Niettemin worden bijna alle minneliederen door een man voorgedragen, slechts in één lied is er duidelijk een vrouw aan het woord (II.89). Voor erotiek is er geen plaats in deze minneliederen, dat is een zaak van de onderkant van de maatschappij en geeft aanleiding tot hilariteit over de dorpspastoor, het dienstpersoneel, sletten en hoeren en de 'kerel', het tegenbeeld van de geciviliseerde stedeling, een lomp, dom, rebels, onbeschoft en zelfingenomen persoon.
Maar ook de liefde tot Maria wordt zeer fraai bezongen in de liederenbundel, waarbij de dichter soms termen gebruikt die ontleend lijken aan de minnepoëzie. Daarnaast komt ook de devotie aan God en de Drie-eenheid uitgebreid aan bod. Devotie is een belangrijk thema.

## Melodieën
Het Gruuthusehandschrift bevat de oudste collectie van Vlaamse liederen, in verschillende genres, die met muzieknotatie tot ons zijn gekomen. Sommige liederen zijn qua vorm verwant aan Franse liedvormen, andere lijken in melodie en cadans op de Duitse liederen uit die tijd. Een belangrijk aantal liederen vertoont eigen karakteristieken, zoals een bijzonder groot bereik van een decime of zelfs een duodecime, wat veel meer is dan Duitse liederen uit die tijd. Typisch is ook het eenstemmige van de liederen in de bloeitijd van de meerstemmige muziek.
Zeer bijzonder is de notatievorm met verticale streepjes in plaats van noten, die bovendien los van de tekst worden opgetekend. Er worden geen sleutels gebruikt en ritmeaanduidingen zoals lengte van noten of maten ontbreken nagenoeg volledig. Hierdoor is het onbekend welke lettergreep bij welke toon hoort en is het ritme niet duidelijk. Ook naar de modus (de middeleeuwse kerktoonsoort) heeft men door 't gebrek aan sleutels te raden.
Dat de muzieknotering niet probleemloos is blijkt duidelijk uit de sterk verschillende moderne uitvoeringen van de liederen die vanaf het midden van de twintigste eeuw tot stand kwamen, onder meer van het Egidiuslied.

## Codicologie
Het handschrift bestaat uit 85 perkamenten folia van geitenvellen. Er zijn twaalf katernen voorafgegaan door een los blad. In een jongere periode zijn er vier bladen vooraan toegevoegd en tien achteraan. De bladen meten vandaag ca. 251 bij 190 mm, maar zijn origineel veel groter geweest. De originele hoogte wordt geraamd op 320 mm, op basis van folio 2, waar bij het trimmen bij het inbinden, de onderzijde van het blad met het wapen van Lodewijk van Gruuthuse bewaard bleef. Het eerste deel van het boekblok, met de gebeden, beslaat negen folia. Het tweede deel, het liedboek, telt er achtentwintig en de gedichten beslaan zevenenveertig folia.
De bladspiegel is vrij regelmatig, maar varieert toch in de verschillende katernen. Bij scribent A bedraagt hij 221/232 x 154/163 mm, bij scribent B 223/234 x 145/161 mm en bij C 222/229 x 144/154 mm. De bladen zijn afgelijnd voor twee kolommen.
Er werden vier teksthanden onderscheiden, die A, B, C en Z genoemd werden. Een vijfde scribent, E genoemd, heeft hier en daar kleine bemerkingen toegevoegd. A en B waren verantwoordelijk voor het leeuwendeel van de tekst, C schreef slechts één (lange) tekst (III.2) en Z beperkte zich tot correcties en korte toevoegingen. Alle scribenten gebruikten een littera textualis behalve E, die in cursiva schreef.

## Totstandkoming
Op basis van de informatie die het handschrift zelf verschaft maakte men een reconstructie van de totstandkoming. Dit blijft natuurlijk een hypothese maar geeft waarschijnlijk een goede benadering van het ontstaan van de codex.
Het handschrift werd vermoedelijk begonnen als een mooie codex geschreven door een professionele kopiist (A). In dit gedeelte treffen we enkele versierde initialen aan, die wijzen naar het professionele boekbedrijf. Bij de voltooiing werd het boekblok niet onmiddellijk ingebonden, omdat men blijkbaar nog andere teksten wilde toevoegen aan het begin van de sectie met gedichten. Dit was het werk van kopiist C en een gedeelte ervan is verloren. Hierop nam schrijver B de uitbreiding op zich. Zijn manier van schrijven werd allengs informeler en hij liet zelfs teksten onafgewerkt. Alles duidt er op dat hij vrijelijk met het boek kon omspringen en dit laat vermoeden dat hij misschien de oorspronkelijke opdrachtgever was. Uiteindelijk kwam de codex terecht bij scribent Z, die toegang moet gehad hebben tot de oorspronkelijke teksten, want hij kon blijkbaar het ontbrekende aanvullen en fouten, van voornamelijk C, corrigeren. Uiteindelijk bleef het een "boek in wording", waarin men nieuwe tekst kon noteren.

## Datering
In 1382 werd Brugge bij de opstand van Gent tegen Lodewijk van Male ingenomen door de Gentenaars. Die legden op de poorten en wallen in de richting van Gent te slopen. In 1400 werd begonnen met de wederopbouw en de nieuwe wallen en poorten waren klaar in 1407. De stadspoorten zijn het onderwerp van het gedicht III.14 toegeschreven aan Jan van Hulst. Uit 1407 is er een betaling aan ‘scoonincx dichtere’, waarmee, aangezien Vlaanderen bestuurd werd door een graaf, gedacht wordt aan de 'koning' van het toernooigezelschap van de Witte Beer. Dit maakt het mogelijk dat dit gedicht bij de voltooiing van de heropbouw ten gehore was gebracht. Dit zou toelaten dit gedicht te dateren op 1407 -1408. Ook Herman Brinkman komt tot een datering van dit gedicht omstreeks 1407.
Ook over het ontstaan van de vroegste teksten in het handschrift zijn de onderzoekers het eens dat die niet veel vroeger dan de oudere teksten (III.14) ontstonden. Er kan niets met absolute zekerheid worden gesteld, maar men gaat ervan uit, dat de eerste teksten geschreven zijn aan het einde van de 14e eeuw.

## Taal
De wetenschappers zijn het eens over de lokalisatie van het handschrift in Brugge, op basis van verwijzingen naar personen en omstandigheden die betrekking hebben op de stad en vanwege de taal.
Alle kopiisten schreven Vlaams. Hier en daar in de liederen kan men Duitse kleuring aanduiden, maar dit is terug te voeren op een opzettelijk toegepast stijlmiddel. Kenmerken die typisch zijn voor het taalgebruik in de Noordelijke Nederlanden ontbreken. Naast Duitse kleuringen zijn er ook frequente ontleningen aan de Franse woordenschat.

## Dichters
Het Gruuthusehandschrift is waarschijnlijk het resultaat van een groep dichters en muzikanten uit het Brugge van omstreeks 1400. Het waren volgens sommigen welgestelde mensen die in een gilde-achtig gezelschap samen kwamen om te schrijven en te zingen. Herman Brinkman is van mening dat de Broederschap van Onze-Lieve-Vrouwe van den drogen boom daarvoor het meest in aanmerking komt, omdat het een broederschap was die op muziekuitvoering gericht was. In III.10 is er een referentie naar dit gezelschap, de dichter smeekt de bescherming van Maria af en spreekt de wens uit dat hun dorre boom weer vrucht zou dragen. Wetenschappers zijn het vandaag zeker niet eens over deze these. Op de website van de KB ziet men de middeleeuwse vriendenkring waarin het handschrift tot stand kwam veeleer als een jeugdige Brugse vriendenkring, waarvan de leden niet tot de gezeten burgerij behoorden en er een tamelijk marginale levensstijl op nahielden.
Er zijn slechts twee namen die met zekerheid kunnen verbonden worden met het handschrift, namelijk Jan van Hulst en Jan Moritoen. Daarnaast wordt ook nog de prediker Jan Lyoen genoemd in III.8., maar hij zou verder niets met het handschrift te maken hebben. Andere verwijzingen naar personen zijn beperkt tot voornamen.

## Studie
Bij het Huygens Instituut in Den Haag werd werk gemaakt van een nieuwe editie van het handschrift, dat in 2015 werd gepubliceerd. De Koninklijke Bibliotheek in Den Haag publiceerde al voordien op haar webstek een digitale versie. In samenwerking met het Huygens Instituut is op deze webstek ook een transcriptie van alle teksten aangeboden, voorzien van een toelichting op de inhoud en enkele te beluisteren muziekvoorbeelden, zoals het Egidiuslied.
Het handschrift is aan bestendig onderzoek door allerhande specialisten onderworpen. Een eerste neerslag hiervan is onder meer te vinden in het hieronder vermelde in 2010 gepubliceerd boek onder de leiding van Frank Willaert. In 2013 kwam het Gruuthusehandschrift weer naar Brugge voor de tentoonstelling 'Liefde en Devotie'. Op 26 en 27 april 2013 werd in Brugge een wetenschappelijk colloquium gehouden, waarop specialisten hun zienswijzen confronteerden over ontstaan, eigenaarschap, literaire en muzikale inhoud, enz, van het handschrift.

## Publicaties
- C. CARTON (ed.), Oud-Vlaemsche liederen en andere gedichten der XIVe en XVe eeuwen, Gent, C. Annoot-Braeckman, (1849)
- K. HEEROMA, m. m. v. C. W. H. LINDENBURG, Liederen en gedichten uit het Gruuthusehandschrift, Leiden, 1966.
- Het Gruuthuse-handschrift (Hs. Den Haag, Koninklijke Bibliotheek, 79 K 10), Ingeleid en kritisch uitgegeven door Herman BRINKMAN, met een uitgave van de melodieën door Ike de Loos (†), (MVN 13), 869+488 blz. in 2 banden, gebonden, geïllustreerd (deels kleur), ISBN 978-90-8704-463-3, Uitgeverij Verloren, Hilversum, 2015.

## Discografie
Er zijn acht opnames gemaakt van liederen uit het Gruuthusehandschrift en in totaal zijn er drieëntwintig liederen uitgegeven. De ensembles die de liederen hebben opgenomen hebben verschillende transscripties van de teksten gebruikt en de interpretatie van de melodie kan ook sterk verschillend zijn.
Er zijn opnamen van onder meer:
- Studio Laren, 1977, Liedjes uit "Het Antwerps Liedboek" en liedjes uit het "Gruuthuse Manuscript", LP, Fondation Constanter - Constanter 1, VR 20498
- Camerata Trajectina, 1992, Pacxken van minnen – Middeleeuwse muziek uit de Nederlanden - (GLO 6016)
- Paul Rans Ensemble, 1992, Egidius waer bestu bleven - Gruuthuse Manuscript, cd, Eufoda 1170
- Egidius Kwartet, 2004, Egidius zingt Egidius, CD, Sol classics 004 (CD)
- Ultreya, 2013, Muziek uit het Gruuthuse-manuscript, door Pandora² en Ultreya
- Fala Música, 2007, onuitgegeven, te beluisteren op de website van de KB.[27]